# 宇宙刑事シャリバン
『宇宙刑事シャリバン』（うちゅうけいじシャリバン）は、1983年3月4日から1984年2月24日まで、テレビ朝日系列で毎週金曜19時30分 - 20時（JST）に全51話が放送された、東映制作の特撮テレビドラマ、および作中に登場するヒーローの名称。

## 概要
本作品は『宇宙刑事ギャバン』に次ぐ「宇宙刑事シリーズ」三部作の第2弾であり、現在では「メタルヒーローシリーズ」の第2弾とされる。前作『宇宙刑事ギャバン』や次作『宇宙刑事シャイダー』と異なり、シャリバンの名前は実在人物をモチーフとしておらず、ギャバンから継承した「バン」に太陽の「シャイン」を掛け合わせて命名された。
前作『ギャバン』の人気が好調で、制作側が番組中盤ごろに次回作も宇宙刑事で行くと判断された。そのため、番組の開始に先駆け、前作『ギャバン』の第42話に本作品の主人公となる伊賀電がゲストキャラクターとして登場し、最終話でシャリバンとして初登場するなどシャリバンの誕生の経緯が描かれた。そして番組が始まってからは前作の主人公ギャバンが上司として準レギュラー出演するという形やホシノスペースカノンを応用して開発したプラズマカノンなど、『ギャバン』の世界観を継承した続編ということを強調した作劇が行われた。第1クールでは、電のバックボーンを描かずストレートな善悪の戦いが描かれたが、番組の中盤から後半にかけて、主人公の出生の秘密と使命にまつわるサイドストーリー（シナリオタイトル『奇星伝』）が物語の縦糸となって前作以上にハードかつシリアス、ドラマチックな内容になっており、ストーリーもスーパー戦隊シリーズの方法論とは違い、連続性が重んじられるものとなった。終盤の展開は当初からのボスである魔王サイコが敗れ、中盤からの新幹部であるレイダーがギャバン、シャリバンとの最終決戦に臨むというクライマックスが構想されており、かつシャリバンに敗れたレイダーの呪いは奇病という形で、次作における主人公の妹をも苦しめるという、意外な伏線も設定されていた。しかし次作『シャイダー』が明るめの路線へと変更されたため当初の構想は土壇場で却下された。
映像面では、前作と打って変わって全編に亘って怪奇イメージやホラー描写が数多く見受けられるようになった。他方、企画段階では前作よりも明るい作風が志向されており、コメディリリーフ的な存在として偵察ロボット「Gパン（ジパン）」の登場が予定されていた。
商業展開上では、主題歌レコードは40万枚を売り上げるヒットとなった。また、宇宙刑事シリーズ初の人型巨大ロボット「グランドバース」を登場させた。村上克司によると、スーパー戦隊シリーズやアニメと差別化するため作業機械的なデザインになっており、高低どちらの年齢層からも支持されたという。グランドバースは本作品のメインアイテムと位置づけられ、年末商戦では同じバンダイのスーパー戦隊シリーズ『科学戦隊ダイナマン』のダイナロボより売れると予想されていた。しかし「弁当（駅弁）売り」と揶揄される巨大ロボ形態が災いしたのか、売れ行きは予想を下回り、年末商戦ではダイナロボの方が売れ、シャリバン全体の玩具も期待外れの結果に終わった。コンバットスーツの着脱を再現した可動フィギュア「プラデラ 宇宙刑事シャリバン」は、いわゆるクロスアップタイプ（アーマー装着型）のフィギュアのルーツである。次作『シャイダー』でも同様の「プラデラ 宇宙刑事シャイダー」が発売され、以降メタルヒーローからはクロス系のフィギュアが数多く発売されている。村上克司によると前作『宇宙刑事ギャバン』は当時のポピーの購買層より3-4歳上を狙ったが、結果としては従来の低年齢層の支持の方が強かった。無彩色のギャバンから一転してシャリバンが派手な色使いになったのは、低年齢層にアピールするためである。ただし赤色に決定するまでは試行錯誤が続き、青も検討されたことがあった。また、企画当初は銀のギャバンに対して金色になる予定であった。

## あらすじ
森林パトロール隊員・伊賀電は、剣山で宇宙犯罪組織マクーが送り込んだモンスターのバファローダブラーに襲われ、勇敢に立ち向かうものの重傷を負ってしまう。父親の捜索のため同じく剣山を訪れていた宇宙刑事ギャバン / 一条寺烈によって助けられた彼は、進んだ医学を持つバード星で傷の治療を受け、幸いにも回復。そして銀河連邦警察のコム長官に、マクーのモンスターにも臆せず立ち向かった勇気を買われ、宇宙刑事にスカウトされる。
「シャリバン」のコードネームを与えられた彼は、マクーとの最終決戦の際にギャバンを助けるため、コム長官に連れられ地球へと帰還。マクーとの戦いを終えたギャバンは太陽系全体を担当する銀河パトロール隊隊長へと昇格し、代わってシャリバンが地球地区担当の宇宙刑事に任命される。
本作品は、その後宇宙刑事としての訓練を受けるために銀河連邦警察本部を訪れていたシャリバン / 伊賀電が、地球に現れた新たなる宇宙犯罪組織マドーの暗躍に関する情報を得て、リリィとともに再び地球に帰還し、地球を守るために戦うことになるところから始まる。前回のマクーが魔空空間を作るように、今回のマドーは幻夢界という一種のホワイトホールを作り出す。この空間の中で、彼らが繰り出す魔怪獣は4倍の力を発揮するが、シャリバンもまた、ギャバン同様に敢えて幻夢界に飛び込み、強化した魔怪獣を撃破しマドーの野望を打ち砕いていく。
その戦いの中、シャリバン / 伊賀電は祖先が暮らしていた「イガ星」や「イガクリスタル」の存在を知り、自らの出生の秘密と、自らに託されていた使命をも知ることとなる。

## 登場人物

### 銀河連邦警察
シャリバン / 伊賀 電（）
一条寺烈ことギャバンの後任として地球地区担当の宇宙刑事となった。ギャバンと違って、「シャリバン」はコードネームである。普段は鈴木モータースで整備士やテストライダーとして働いている。
物語中盤にて、自身がマドーに滅ぼされたイガ星の民の末裔であったことを知ってからは、イガ星の再興を志すようにもなる。

リリィ
電と共に地球へやってきた女宇宙刑事。主に潜入捜査を担当して電をサポート、電とは息の合った名コンビぶりを見せる。変装の名人。武器はバードニアブラスターやコズモブラスター。捜査移動の際は主にオートバイを使用する。最終回では、イガ星へ旅立つ電を地球から見送りつつ「一緒に行きたかった」とつぶやく。

コム長官
電の素質を見抜いて宇宙刑事に採用、地球地区担当として任命した銀河連邦警察の最高責任者。
前作『宇宙刑事ギャバン』から、秘書のマリーンと共に引き続き登場している。

ギャバン / 一条寺 烈（）
前作の主人公。銀河パトロール隊太陽系地区隊長の宇宙刑事。
本作品では電の先輩として彼をサポート、最終決戦では電と共に戦った。

ミミー
前作に引き続き登場。コム長官の娘であり烈の助手。レーザービジョンを用いて小鳥に変身したり、透視・予知したりする能力は健在である。

### 地球人
大山 小次郎（）
UFO専門のルポライター。前作『宇宙刑事ギャバン』より引き続き登場。宇宙刑事シリーズの登場人物を参照。

鈴木 勝平（）
鈴木モータース社長で電の雇い主。家族共々、電がシャリバンであることは知らない。

鈴木 千秋（）
鈴木家の長女で城東大学に通う女子大生。母親がいない鈴木家の母親的存在。大学ではテニス部に所属。演歌などの歌が得意で、プロ並みの歌唱力を持つ。

鈴木 千恵（）
鈴木家の次女で小学5年生。

鈴木 明（）
鈴木家の長男で、末っ子の小学3年生。

星野 月子（）
前作に引き続き登場。宇宙刑事シリーズの登場人物を参照。

伊賀 電一郎（）
電の父親で植物学者。幼い電の前で、少女を救うためクマと格闘し、病院に搬送されるも絶命した。死の間際、電に成長したらイガ獅子の剣を抜く使命を託した。

伊賀 優子（）
電の母親。既に他界しているが、夢の中に登場し、レイダーの呪いから電を助けた。

### イガ星人
2,000年前、超エネルギー結晶体のイガクリスタルを狙うマドーの核兵器によって滅ぼされた銀河系第17星雲の惑星・イガ星の民。イガ星が壊滅した後、生き残ったイガ星人たちは新たな居住地を求めて銀河各地の様々な惑星へ分散した。このうち地球にたどり着いた民の末裔は奥伊賀島で生活しており、伊賀電はその血を引く一人である。
作品の後期にはイガ戦士団を結成し、電とともにイガ星の再興を目指す。
聖なる者
電を正義の道へ導く謎の人物。白いターバンで顔を覆っており、素顔が明かされることは終始なかった。イガクリスタルともども異次元をさまよっていたみゆきたちを助け、導いていた。最終決戦において、その正体がイガ星のクリスタルの守護神であることが明かされている。この他イガ獅子の像を通して語っていた声の主も、聖なる者としている。

イガクリスタル親衛隊
イガクリスタルを守ることを使命とする奥伊賀島の少女たち。反重力靴を履いており、宙を自在に飛び回れる。一度はイガクリスタルの影響で異次元に飛ばされてしまうが、終盤で電に救出された。

みゆき
イガクリスタル親衛隊のリーダー格にして、地球にたどり着いたイガ星人の末裔。当初は電を疑い敵視していたが、やがて電を信じるようになる。
自身も「伊賀」の姓を持つが、本名については言及されていない。

ジイ
奥伊賀島の長老。2,000年前からのイガ星人の歴史を語り継ぐとともに、仮面怪人の姿でイガクリスタルとその秘密を守っていた。仮面怪人として身に着けていた甲冑は常人を超えた身体能力を発揮させ、魔怪獣にもある程度応戦できていたことから、コンバットスーツ的な機能を持っていたものと思われる。
マドーの攻撃で重傷を負い、シャリバンもイガ星人の末裔であること、彼が出現を予言された勇者に他ならないことを告げて息絶えた。

マリオ
マドーへの反逆を企て暗黒刑務所に投獄された両親の下、暗黒刑務所で産まれ育ったイガ星人。マドーに協力すれば自由の身にすると言われ、マドーに協力していたが、最終的には騙されていたことを知り、絶望の末にマドーの手で悲惨な死を遂げた。死の間際、イガ星の同胞たちを裏切ったことを悔いてシャリバンに謝罪した。

ベル姉弟
両親をマドーによって殺され、復讐を誓う姉弟戦士。姉・ヘレン、弟・ビリーともに向こう見ずで鼻っ柱が強い。
ベル・ヘレン
ストーリーに最も深く関わったイガ戦士。ビリーの死後はシャリバンと共に行動をすることが多くなり、シャリバンの仲間たちと大きく関わるようになる。シャリバンには淡い恋心を抱くようになるも、死霊界の女剣士レイサとの勝負の際、ミスアクマとムクロビーストの不意打ちで命を落とした。
ベル・ビリー
ブーメランを使う戦士。長年姉弟二人だけで戦いに生きてきたことから、当初は容易に他人を信じなかったが、彼らを助けるために身を挺してマドーと戦うシャリバンには心を開いた。最後にはシャリバンを「兄貴」と呼び、シャリバンを救うために命を落とした。

ジャック、ヘンリー、カーク、マリヤ
銀河の各地でマドーと戦うイガ戦士であり、イガ獅子のペンダントを持つ。最終決戦に際し、リタらオルガナイザーの導きでシャリバンの応援に駆け付けた。マドー打倒後は電やイガクリスタル親衛隊と共にグランドバースに乗り込み、イガ星へ旅立った。

### オルガナイザー
マドーの壊滅を目的に活動する自由主義者の集団で、勇士を求めて惑星を旅している。初登場以降もリタがシャリバンにテープでメッセージを送り、最終決戦ではリタとキースが再登場し、サイコラーに苦戦するシャリバン、リリィと共に戦った。
リタ
金髪のロングヘアを持つ美貌の女戦士。両手で持つブラスターを操り、ファイトロー程度には負けない。

キース
尖った大きな耳を持つ、筋肉質で半裸の大男。見た目通りの怪力で、手にした槍を振り回し、2〜3人のファイトロー程度なら一撃で吹き飛ばす。

ムーア
小柄な種族で、成人でも地球人の子供ほどしか身長がない。戦闘は得意だが、劇中で目立った戦闘シーンは無かった。

## シャリバンの装備・戦力

### コンバットスーツ
伊賀電が「赤射」（赤射蒸着）指令を発することによって、電送されてくるソーラーメタル製のスーツ。真紅のソーラーメタルと銀色のメタル、黒いブラックシールドコーティングで構成されている。胸のディメンションコントローラーにより、異次元や宇宙空間での活動を可能とする。
地球の衛星軌道上で待機している超次元戦闘母艦グランドバースが灼熱の太陽エネルギーを増幅し、赤いソーラーメタルへと転換される。ソーラーメタルの金属粒子は電の体に吹き付けられるようにスーツを構成していき、赤射蒸着が完了する。この一連のプロセスはギャバンよりさらに短くなってわずか1ミリ秒（0.001秒、ギャバンの50倍の速さ）で完了する。また、電は赤射蒸着の際、服を脱いでアンダースーツ姿になってからコードを発することが多い。このシステムを見抜いたマドーは伊賀電を罠にはめ、グランドバースがいない過去へ強制タイムトラベルさせて赤射を封じたことがあるが、一条寺烈が赤射を封じる装置を破壊してピンチを脱した。
赤射蒸着プロセスの赤い球体の状態で飛び回り、市民をファイトローの手から助け出したり、魔怪獣の襲撃によって崖から落ちそうになっているバスをそのパワーで押しとどめたりといった、コンバットスーツの威力を印象付ける演出も作中の随所に見られた。
- 赤射ポーズは渡は孔雀の羽を想像して演じており[23]、最初から腕を回す前半は渡自身が、そこから最後まではアクション監督の金田がそれぞれ考案している[24]。
- 全身図と同時に頭部デザインが提出されたが、顔の塗り分けはこちらに準じている[25]。肩や胸に筋肉を意識したような段差が設けられ、ホルスターが腰に描かれた[25]。
- アクション用スーツを担当した村上潤は、握り拳を意識していたギャバンに対し、シャリバンでは手刀でポーズをつけたり攻撃を行ったりするなど差別化している[26]。またギャバンよりも胸プロテクターが大きいため、腕を上げた時にプロテクターごとずり上がってしまうことに注意したという[26]。

#### 武器・スーツ機能
クライムバスター
- 全長：30 cm / 重量：1,500 g

シャリバンが所持する右腰のホルスターから取り出す小型のビームガン。ダイヤルを切り換えることにより破壊ビーム、熱で溶かす融解ビーム（溶解ビーム）、麻痺させるショックビーム、貫通光線のキラービーム、治療ビーム（作中未使用）と、様々な光線を発射できる。グリップ部分には輸血も可能な応急処置用の医療キットも内蔵。
- 無機質な外見のシャリバンから人間的な印象を感じられるようにするため、クライムバスターの使用時には、銃を指で回したりジャンプして曲撃ちするなど、多彩なガンプレイが披露されている。

高次元ソナー
あらゆる次元の音波、電波、念波の通信や分析ができる。

サーチャースコープ
あらゆる波長の光をキャッチし、隠れた敵を探し出す。

聖なる剣
物語終盤で登場したイガ星の守り刀で、イガ獅子の剣の異名を持つ。シャリバンの呼び声と共に現れ、レーザーブレードとの二刀流で戦う。

レーザーブレード
シャリバンの主要武器である左腰に収められた片手持ちの剣。ソーラーエネルギーを注入することで3倍の切れ味を発揮する。これを使って必殺技・シャリバン・クラッシュを繰り出す。

プリズム・ゴーグル
全宇宙でも希少価値が高いとされるプリズムレンズを、リリィが加工して完成した照準用ゴーグル。レイダーがグランドバースの周囲に引き起こしたエクトプラズム現象により、狂ってしまった照準を補正するために使用された。

#### 必殺技
エルボーハンマー
身体をよじりながら、後ろの敵に肘打ちを食らわす。

シャリバンキック
空中で両足を交差させて、同時に2体の敵をキックする。硬い岩石も砕く。

シャリバンパンチ
厚さ10cmの鋼鉄もぶち破るパンチ。

マグナムチョップ
ソーラーパワーをフルに発揮した水平チョップ。

スパークボンバー
ジャンプして身体をドリルのようにひねって回転させながら両手パンチを繰り出す。
- アクション用スーツを担当した村上は、前作でのヤラレ演技で体をひねって跳んだ動きを応用したと述べている。

シャリバンソーラーシュート（作中未使用）
敵の力を利用して、敵を放り投げる。

シャリバンソバット（作中未使用）
岩石も砕く、後ろ回し蹴り。

シャリバンプロテクション
0.5秒で前方にコンバットスーツのエネルギーを放出して光の壁を生成し、敵の攻撃を防ぐバリヤー。ドーム状タイプも存在する。

シャリバン・クラッシュ
レーザーブレードを片手に構え、敵を右上から斜めに袈裟懸けに叩き斬るシャリバン最大の必殺技。この技を繰り出す際には、背後に赤い太陽が浮かび上がる演出がなされており、エンディングの締めにも使われている。また途中から複数回斬り付けているかのような強化型の描写に改められている。

### マシン
超次元戦闘母艦グランドバース
シャリバンの活動拠点となる超次元戦闘母艦。人型巨大ロボット形態バトルバース・フォーメーションに変形して支援攻撃を行う。
戦艦時の武装は、艦橋部より発射するバースビーム。艦橋部分は巨大ロボ形態時には頭部となるが、戦艦時でも砲塔のように動かしてバースビームの射線を変更できる。機首部が格納庫になっており、モトシャリアンとシャリンガータンクを発進させる。
巨大ロボ形態時の武装は、肩に装備された2連ビームグランドバスターと、腰の艦首の左右側面部分に装備される、レーザー増幅装置・ホシノスペースカノンの理論を応用して開発された主砲プラズマカノン。また、双方を同時斉射するプラズマカノン TYPE-II（別称・プラズマジェッター）がある。初期の数話ではグランドバスターとプラズマカノンが逆になっていたこともある。
- バトルバース・フォーメーションのフォルムが不恰好なのは設定上、シャリバンの地球赴任のために元々旅客船であった船を急遽改造して作られたためであるという「裏設定」が、玩具商品説明書の中で独自に創作されている。そのフォルムから視聴者からは「弁当売り」と呼ばれることもあり、後にニコニコ動画で本作品の公式配信が行われた際には、渡洋史も自身のブログにて視聴者から寄せられたそのようなコメントに対して「駅弁売り」「慣れてしまったのか、可愛く見えて仕方がありません」と述べている。

モトシャリアン
グランドバースに格納されているオートバイタイプのシャリバン専用マシン。主武装はモトシャリアンビームとモトシャリアンロケッターで、飛行時には小さな尾翼が展開する。
毎回幻夢界に突入する際に使われるほか、サイコゾーンの突破にも用いられる。シャリバンの呼び声が全く届かない空間へも自動操縦で駆けつけ、拘束されたシャリバンを救ったこともあるなど、シャリバンの頼れる愛車として度々描写されている。
- デザイナーの大石一雄によれば、印象的なデザインを心がけて、正面から見ると円盤型のシルエットになるようにしてある。

高次元戦闘車シャリンガータンク
グランドバースに格納されている高次元戦闘車。上下2機に分離できる「セパレート・フォーメーション」と呼ばれる機能を有し、上部は飛行メカ（Aメカ）、下部は地上メカ（Bメカ）として別個に行動できる。武器はシャリンガービームとシャリンガーロケッター。自動操縦も可能で、救助用マジックハンドも装備。リリィが操縦することもある。シャリンガーロケッターで迎撃不能だったマドー戦闘母艦に対し、セパレート・フォーメーションで分離した下部のBメカを戦闘母艦の内部に特攻、自爆させる戦法をとったこともある。

地中用戦闘車モグリラン
シャリンガータンク下部に格納されているドリルタンク。機首に装備されているドリルは一基。武器はレーザートーチとリング状の光線をドリルから発射するモグリランロケッター。リリィが搭乗することもある。
- デザイン資料には「1.5m / 150kg」と記載されていることもあり、古い書籍にはそれに拠っているものもある。だがこれでは劇中のシャリンガータンクとのサイズ比が明らかに合わないため、最近の資料では「15m / 150t」に修正されている。

## 宇宙犯罪組織マドー
宇宙犯罪組織マクー壊滅後に地球に現れた巨大な宇宙犯罪組織。幻夢界と呼ばれる異次元空間に浮かぶ幻夢城を拠点に、全銀河の征服を企む。2,000年前には、超エネルギー結晶体のイガクリスタル（後述）を狙って、シャリバンの先祖の故郷であるイガ星を核兵器で滅ぼしており、その意味でシャリバンにとっては文字通りの宿敵と言える存在。物語後半ではイガクリスタルを手中に収め、そのエネルギーを利用して野望を達成せんと目論んだ。地球はマクーに続いて征服目標にされているが、一般の地球人は宇宙学者ですら「宇宙人はいるとしても数万光年離れている」旨を語り、侵略されていることも、銀河連邦警察に守られていることも認識されていない。
魔王サイコ
マドーの首領。金色の甲冑で全身を覆い、左右の手には釵（サイ）に似た形の武器を持ち、幻夢城の中心部にある広間中央の玉座に仏像のごとく座っている不動の怪人物。
抑揚（よくよう）のないかすれた声で指令を出し、普段は一切の感情を見せず冷徹な無表情の顔をしているが、時おり目を光らせて牙をむき出しながら、「カオーッ！」という奇怪なうなり声を発する。
恐るべき強大な念動力の持ち主で、周囲に配した巨大な球状の電子頭脳を用いて超能力を増幅して幻影や高圧電流を発生させることもできるほか、目からは強力な破壊光線を出す。さらに自らの分身である後述の戦士サイコラーと命を分け合っており、どちらか片方が倒されても、すぐにもう一方がエネルギーを与えて生き返らせてしまうため、サイコ本体とサイコラーが同時に倒されない限り決して死ぬことはない。
人工頭脳が唯一の弱点で、1度はレイダー（後述）によって機能停止に追い込まれるもサイコラーの力によって復活し、逆にレイダーを返り討ちにした。最終決戦でもサイコラーと共にシャリバン・ギャバンと対決し終始圧倒するが、突如現れたイガクリスタルによって電子頭脳の電気を吸い取られ、弱ったところをシャリバンのシャリバン・クラッシュを受け、ギャバン・ダイナミックを喰らったサイコラーと共に絶命した。マクーのドン・ホラーとフーマの大帝王クビライはそれぞれギャバン、シャイダーとの一騎討ちで敗れたが、サイコはギャバンとシャリバンの二人がかりでも全く歯が立たず、最終的にイガクリスタルの助けがなければ勝てなかった強敵であった。
- デザインは野口竜が担当。野口によれば、最初から動かないことが決まっていたため、置物や銅像のようなデザインになったという。全身の決定稿の後に頭部のみ改訂された。
- 企画書での名称案として魔王アクマがあった。

『仮面ライダー×スーパー戦隊×宇宙刑事 スーパーヒーロー大戦Z』
マドーの首領として登場。超次元砲の爆破エネルギーを利用して復活し、以前よりも巨大な姿となった。下半身が幻夢城と一体化している。数々の超能力を駆使して、キョウリュウジンを追いつめる。
- デザインは篠原保。声は本作品と同様に飯塚昭三が担当。

ドクターポルター
マドー科学部門を率いる大幹部。鞭を武器とし、妖術も駆使する。普段は幻夢城にて幻夢界発生マシーンの作動を担当することが多いが、作戦に応じて自ら変装し現場に赴くこともあり、またガイラーが前線を離れてからは、自らが戦いに赴くことも多くなった。
当初はマドーの最高指揮官であったが、レイダーの登場以降はその地位を脅かされる。ガイラーとの仲は決して良くはなかったものの、彼がミミーと結婚する時に複雑な表情を見せたり、シャリバンとの一騎討ちの末に戦死した際はその死に様を称えたりしたこともあった。
最終決戦では、幻夢城にてシャリバンと直接対決するもレーザーブレードで斬られ、最後の力を振り絞った際に夜叉のような顔に変貌するも力尽きた。
- デザインは野口竜が担当。
- 名前の由来は当時ヒットしていた映画『ポルターガイスト』から。

ガイラー将軍
マドーの戦略部門を担当する戦闘指揮官。過去に宇宙戦争で戦死したが、魔王サイコの手で復活したとされる。戦闘では「抹殺！」という掛け声で部下たちと共に襲い掛かり、剣を地面に突き立てることで電撃火走りさせて相手を爆破させる電光剣で戦う。
性格は好戦的だが、ファイトローに果物を与える、入牢したミミーを労わるなど、エゴイスト揃いのマドーの中ではお人好しな一面を覗かせることもあった。また、ポルターより地位が低いことに不満を抱いている。
一時期レイダーの策略により前線から外され、大幹部専用の椅子を担ぐ下敷きにされてしまったが、後に魔王サイコの働きにより前線に復帰した。またコム長官を精神的に追い詰めんがため、ミミーと強制的に結婚に及ぼうとしたが、こちらは失敗に終わっている。
この直後、単身幻夢界でシャリバンと対決し、魔王サイコの力で顔に赤い縞模様の入った究極のパワーアップ形態・獣魔ガイラー将軍へと変貌。クライムバスターを跳ね返すなど強化された力を見せつけ、シャリバンを追い詰めるもシャリバン・クラッシュの露と消えた。
- デザインは野口竜が担当。
- 名前はドクターポルターと同じく映画『ポルターガイスト』から。初期案では「ガイスト参謀」という名前だった。

『宇宙刑事シャリバン NEXT GENERATION』
本作品のキャラクターとの直截的な関連性はないものの、ネオマドーの幹部を名乗る同名キャラクター（演：西興一朗）が登場。詳しくは宇宙刑事 NEXT GENERATIONを参照。

レイダー
死霊界から来たと名乗る軍師。物語後半より幻夢城に突然出現して、マドーに協力をすると申し出、魔王サイコに実力を認められてマドーの指揮官となった。
強力な超能力を持ち、エクトプラズムや幻影を発生させることができシャリバンを徹底的に苦しめた。意思は有するものの、肉体は霊魂と化しているため、直接的な攻撃が通用しない。首と胴は切り離すことが可能で、相手に乗り移ることができる。初登場の時はガイラー将軍に乗り移った。
真の目的は魔王サイコを抹殺してマドーを乗っ取ることであり、そのために邪魔な存在であったガイラー将軍を前線から外されるよう仕向けるなど、陰で暗躍していた。そして魔王サイコと対決し、人工頭脳を機能停止に追い込んでサイコを活動不能にさせたが、その直後に現れたサイコの分身である海坊主＝戦士サイコラーによってサイコが復活し、サイコラーにも全ての攻撃を跳ね返された末にあえなく絶命した。シャリバンが一度も勝てなかった敵でもあるが、レイダー自身はシャリバンと直接対決させられれば相討ちになる可能性を危惧していた。
- 当初はシャリバンとマドーの新たな覇者として戦う展開も検討されていた。
- デザインは野口竜が担当。野口は、周囲が無重力となり髪がふわふわと浮いているという想定で描いていたが、実際の衣裳では勢いよく逆立っている。
- レイダーを演じた安藤三男は撮影当時に体調を崩していたため、安藤はレイダーを演じる際に鬼気迫る熱演を見せたが、主な視聴層である子供がレイダーを怖がるという声も多く聞かれ、メインライターである上原正三も放映終了直後に刊行されたムックにて、当時小学5年生であった実娘も、レイダーの登場するシーンでは画面から目を逸らしていたと語っている。

『仮面ライダー×スーパー戦隊×宇宙刑事 スーパーヒーロー大戦Z』
マドーの軍師にして作品の黒幕として登場。幻夢城に来る者は誰であろうと「ウェルカム！」と出迎える。大鎌を武器としており、念動力で遠隔操作して敵を攻撃するほか、大鎌から紫色のエクトプラズムを放って敵を宙づりにしたり、大鎌を回転させ巨大な竜巻を発生させたりすることもできる。
原典に比べ出で立ちにはアレンジが加えられており、「口元をさらしている」「首の飾装の形状・色」「ローブの色」「武器の鎌の形状」などが異なり、前述通り英語を交えたテンションの高いしゃべり方をする。また原典で裏切りを働いたにもかかわらず再び魔王サイコの忠実な部下として活動しているため、サイコから再度信頼を得たのか、あるいは原典とは同名の別人とも考えられる。
- 衣装の裏地が紫であったり、ピアスをしているのはレイダーを演じる本田の提案によるものである。

ミスアクマ
マドーの作戦活動を実行・補佐する2人組の女スパイ。ナイフを武器としている。
内心では2人とも上の地位を欲しており、ドクターポルターが不調になった際には陰口を叩き、彼女の怒りを買ったこともある。
- デザインは野口竜が担当。

ミスアクマ1
濃紺のコスチュームのミスアクマ。幻夢城にてギャバンのレーザーブレードを受けて戦死した。
ミスアクマ2
ピンクのコスチュームのミスアクマ。レイダーとガマゴン大王の動きを監視するも感づかれてガマゴン大王に捕食される。

海坊主/戦士サイコラー
シャリバンの行動を密かに監視する、スキンヘッドでスーツ姿の「怪しい男」。風船のような球体となって移動することができる。
その正体は、魔王サイコの分身ともいうべき存在。玉座に座ったままのサイコと違って自在に動き回れる。二本のサーベルが武器。
サイコと命を分け合っており、どちらか片方が倒されても、すぐにもう一方がエネルギーを与えて生き返らせてしまうため、両者が同時に倒されない限り決して死ぬことはない。一度はサイコを倒したレイダーの攻撃を全て跳ね返し、レイダーを葬り去るなど高い戦闘能力を持つ。
最終決戦ではサイコと共にシャリバンおよびギャバンと対決して終始圧倒していたが、イガクリスタルによって人工頭脳の電気を吸い取られ、弱ったところをギャバンのギャバン・ダイナミックを受け、同様にシャリバン・クラッシュを喰らったサイコと共に絶命した。
人間体は物語の開始当初より登場していたキャラクターであるが、終盤まで敵か味方かも設定されていなかった。
- 戦士サイコラーのデザインは野口竜が担当。

『スーパーヒーロー作戦』
『宇宙刑事シャイダー』に登場する宇宙犯罪組織フーマの大帝王クビライによる魔術で、魔王サイコが復活した姿として登場。フーマの戦力として参戦し、自ら幻夢界を構成することができる。イガクリスタルを手にし、魔王サイコとして復活しようとするが、3人の宇宙刑事（ギャバン、シャリバン、シャイダー）と快傑ズバットに討たれその野望は消え去った。

魔怪獣
核酸細胞の分裂と結合を繰り返すことによって誕生する生命体。名前には必ず「○○ビースト」が付く。
その多くは言語能力を持たない凶暴な獣だが、言語能力を持つ者（オカリナビーストなど）や、弁護士や女子大教授、占い師など影響力のある人間に変身して社会に紛れ、作戦を遂行するものも存在する。
幻夢界では4倍のパワーを発揮することができ、体の一部が裏返ったり分離したりするなどして醜悪な部分が露出するものも多い。また、ヒューマノイド体形の分身体に分裂して攻撃を仕掛けるものもいる。
- 魔怪獣のデザインは野口竜によるものだが、第6話のヤマガミビースト、第7話のダブルビースト、第10話のユーホービースト、第11話のショウリビースト、第17話のマグマビーストはバンダイがデザインしているほか、第9話のキャッシュビーストはバンダイ側のデザインを元にしている。また、第5話のサウンドビーストは渡部昌彦がデザインしているほか、第12話のオカリナビースト、第13話のボクサービースト、第15話のシカケビースト、第16話のマボロシビースト、第19話のカタリベビースト、第29話のヘイキビースト、第46話のプレゼントビースト、第47話のケンキャクビーストについては渡部昌彦のラフデザインを元にしている。

ファイトロー
人工的に生み出されたマドーの兵士。金色の仮面を被り、稲妻模様が入った紺色のタイツを着用している。斧や短剣、マシンガン、バズーカを武器に戦う他、白衣を着てマドーの基地や大型兵器の設営・操作を担当することもある。地球人への変身能力も持ち、生まれたばかりの小柄な個体も複数存在する。人間の言葉は一切話さず、「コワッコワッ」という独特な鳴き声で意思疎通を行っている。鳴き声の内容は幹部たちには通じている様子で、鳴き声の内容が字幕で表示されたこともある。
- デザインは野口竜が担当。

### 異星人
宇宙海賊
小規模の独立した組織で宇宙を荒らし回っている異星人の悪党たちで、主にマゼラン星雲に生息している。兄のベンガルタイガーと弟のベンガルコブラで構成されているベンガルブラザーズや、ドクターポルターやガイラー将軍とは旧知の仲であるベムサソリとその一党などが作中に登場した。
マドーとは互いの利潤関係から協力することもあるが、腹に一物秘めていることも多く、基本的に彼らは自分の利益のためにしか動かない者がほとんどである。その点はマドーの側も十分に承知しており、宇宙海賊が幻夢城にやってきた際には表面上は酒宴を開いて歓待するなど丁重な対応をとる一方、最終的には彼らに謀反の可能性があると見て処刑したり、もしくは手駒になるように洗脳したりするなど、終始警戒心を解くことはなく冷酷な仕打ちに及ぶのが常である。

ガマゴン大王
2601年に存在する惑星ガマゴン星のガマラ王国に宮殿を持つ異次元の支配者。ヒキガエルのような外見の頭部だけの怪物で、人間の言葉は一切話さず、その思考をつかむことはできない。
真っ赤な仮面に赤いローブを纏った四人の従者が担ぐ輦台によって移動するが、瞬間移動で素早く飛び回ることも可能。三又の長い舌を伸ばして相手を捕食し、舌からは放電することもできる。
物語終盤ではレイダーによって招集され、光に敏感な能力を買われてイガクリスタルの探索に協力。シャリバンとも交戦しこれを追い詰めるものの、シャリバンが聖なる剣を用いたことで形勢が逆転し、シャリバン・クラッシュの前に敗れ去った。
- デザイン画は未発見。

『宇宙刑事シャリバン NEXT GENERATION』
本作品のキャラクターとは直接的な関係はないものの、同名のキャラクター（声：井戸田潤（スピードワゴン））が登場。詳しくは宇宙刑事 NEXT GENERATIONを参照。

X星人
X星に迷い込んだみゆきたちに襲いかかり、その後も物語終盤に至るまで彼女たちを追っていたが、電に全員倒された。

### マドーのメカニック
幻夢城（）
幻夢界に浮かぶマドーの拠点。全長は10キロメートルに及ぶ。中心の発進口からマドー戦闘母艦が出撃する。
- デザインは野口竜が担当。野口は、巨大な設定のため表面のディテールをもっと細かくすべきであったが、宇宙空間ではスケール感が出しづらかったと述懐している。

マドー戦闘機
マドーの戦闘機。特殊なシールドで肉眼や通常の探査機器を無効化しつつ巡航する機能があり、優れたステルス能力を発揮する。輸送機としても使われる。ステルス機能の故障で地球侵入時に撮影されてしまったことが、エピソードのキーになったこともある。
カナード付きダブルデルタ翼機で推進装置は1基。機首からは鏃状の光線を連射することができる。
- デザインは野口竜が担当。

マドー戦闘母艦
マドーの戦闘用母艦。頭蓋骨を思わせるフォルムをもち、前面の前歯状の部分から砲撃を行う。2,000年前のイガ星核攻撃の場面でも登場する。
- デザインは赤坂哲朗が担当。赤坂は、前作との差別化からおどろおどろしいデザインとし、正面は髑髏をモチーフに幾重にも前歯を組み合わせてシャレコウベに見えるように配置し、首と頭頂部はアコヤガイの貝殻の意匠も取り入れており、監督の矢島の要望でカラーリングを金色にしている。

## 用語
幻夢界
マドーが幻夢界発生マシーンを用いて作り出す一種のホワイトホール。内部ではブラックホールに吸い込まれたおびただしい物質が原子分解して逆噴射しており、光と熱が渦巻いているとナレーションで説明される。実際の状況は、荒地だったり人気のない市街地だったり様々である。
魔怪獣はその能力を4倍に増幅させ、相手を引きずり込むことで戦闘をより有利に展開する。シャリバンは装備やメカニックを駆使して、あえて幻夢界で戦い、それによって実世界の破壊と被害を最小限にとどめている。

イガクリスタル
イガ星の復興に必要な光子エネルギー結晶体。太陽にも匹敵するエネルギーを秘めると言われ、マドーはその悪用を狙って2,000年前にイガ星を壊滅させたが、この時には目的のクリスタルを見付けることができなかった。生き残ったイガ星人の一派はこれを密かに地球に持ち込み、奥伊賀島に秘蔵していた。
電が試練を突破したことで初めてその姿を現すも、直後にマドーに奪われないようみゆきたちが転送装置を作動させたことにより消失、以降彼女たちとともに異次元を彷徨っていた。物語の終盤にてマドーが一時的に強奪に成功した時には、強力なエネルギーを発することができるエネルギー発生装置の動力源として利用しようとしたが、最終決戦に際してサイコの電気エネルギーを吸い取ってその力を奪い、ギャバンとシャリバンに勝利の機会を与える役目を果たした。

## キャスト
主演には前作の大葉健二と同じくJAC所属の渡洋史が起用され、前作以上に危険なアクションを見せている。

### レギュラー・準レギュラー
- 伊賀電 / シャリバン - 渡洋史[注釈 11]
- リリィ - 降矢由美子
- 一条寺烈 / ギャバン - 大葉健二（第1 - 6・13 - 24・34・48・51話）[注釈 12]
- ミミー - 叶和貴子（第1・48 - 51話）
- コム長官 - 西沢利明
- マリーン - 名代杏子
- 大山小次郎 - 鈴木正幸
- 鈴木勝平 - 相馬剛三
- 鈴木千秋 - 中川みどり
- 鈴木千恵 - 青木ゆかり
- 鈴木明 - 小磯勝弥
- イガクリスタル親衛隊
  - みゆき - 柿崎澄子（第19・20・31・49 - 51話）
  - その他の少女
    - （第19・20話） - 大内弘子、今泉ゆかり、嶌田久美、野本奈穂子、小島憲子
    - （第31話） - 大内弘子、今泉ゆかり、嶌田久美、野本美穂子、仁礼美佐
    - （第49 - 51話） - 大内弘子、今泉ゆかり、菊地香理、下司美穂（原美穂）、吉川万美
- リタ - シェリー（第27・36・50話）
- ベル・ヘレン - 矢島由紀（第36・38・39・42話）
- 少年期の伊賀電 - 坂内真基（第13・19・20・35話）
- ドクターポルター - 吉岡ひとみ
- ガイラー将軍 - 栗原敏
- ミスアクマ1 - 丸山千絵子（第1 - 22話） → 長門美雪（第23 - 47話） → 丸山千絵子（第48 - 51話）
- ミスアクマ2：ララ（第1 - 22話） → 水木由（第23 - 50話）
- レイダー - 安藤三男
- 海坊主 - 山田一善
- 伊賀電一郎 - 上條恒彦（第13・19・20話）

### 声の出演
- 聖なる者 - 渡部猛
- 魔王サイコ - 飯塚昭三
- ナレーター - 政宗一成

### 主なゲスト出演者
- 白川久美子 - 片岡みえ（第3話）
- ヨーコ - 吉川理恵子（第5話）
- トキオ - 所宏吏（第5話）
- 小沢サチ子 - 細井正美（第7話）
- サチ子の父 - 泉福之助（第7話）
- 小村教授 - 長沢大（第12話）
- 小村教授の息子 - 福田信義（第12話）
- 少年の母親 - 伊藤慶子（第12話）
- 主婦 - 八百原寿子（第12話）
- 荒井譲司 / KOジョー - 柄沢次郎（第13話）
- 加賀美ギン - 風見章子（第14話）
- 星野月子 - 立花愛子（第15・34話）
- 林田佐世子 - 佐藤三千代（第16話）
- ジュン少年 - 片桐順一郎（第16話）
- アローライナー乗客 - 川村万梨阿（第17話）
- アローライナー運転手 - 高月忠（第17話）
- ジイ - 花沢徳衛（第19話）
- 伊賀幸一 - 岡本美登（第19話）
- 花井ジュン - 早坂あきよ（第22話）
- 矢吹ユミ - 飯野けいと（第22話）
- 花井ジュンの相手プレーヤー - 加藤美穂（第22話）
- 青村イチロウ - 牧村泉三郎（第22話）
- 古田商会の一家（第23話）
  - 父・鉄平 - 青空球児
  - 母・勝子 - 佐々木梨里
  - 長男・洋一 - 蜂須賀祐一、蜂須賀昭二
  - 次男・啓太 - 藤沢昭宏、藤沢俊宏
  - 長女・花子 - 川上亜希、川上有希
  - 二女・みどり - 石野朝美、石野渚
- 強盗 - 三重街恒二（第23話）
- 郷原社長 - 高桐真（第25話）
- ムーア - 清水イサム（第27話）
- キース - 高橋利道（第27・50話）
- マリオ - 尾崎紀世彦（第27話）
- 野村洋一 - 土師孝也（第28話）
- 野村典子 - 矢野有美（第28話）
- 守衛 - 山崎之也（第28話）
- ヘンリー・ワグナー博士 - ウィルヘルム（第28話）
- バーナード・ミドウイッツ博士 - リネー・シミット（第28話）
- 城東大学テニス部男子大学生 - 船引秀秋（第28話）
- 城東大学生 - 加藤美穂（第28話）
- ミスターサイゲル - ウィリー・ドーシー（第29話）
- 新田探偵 - 富岡賢（現・マイケル富岡）（第29話）
- 山野社長 - 柄沢英二（第29話）
- 山野社長の秘書 - 前田浩（第29話）
- 松本高子 - 小牧リサ（第30話）
- 松本幸雄 - 川島一平（第30話）
- 比叡山の僧兵 - 益田哲夫（第31話）
- 直子 - 石井亜希子（第32話）
- 直子の母 - 木村有里（第32話）
- 杉山一平 - 杉本親寛（第33話）
- 杉山カヨ - 山田由紀（第33話）
- 杉山兄妹の父 - うえずみのる（第33話）
- 伊賀優子 - 吉野佳子（第35話）
- ベル・ビリー - 土家歩（第36・39話）
- 西田源造 - 伊沢一郎（第37話）
- 吾一 - 庄司顕仁（第37話）
- 真子先生 - 丸尾りえ（第38話）
- ジム - 郷田晶（第39話）
  - 少年時代のジム - 松井良樹（第39話）
- 少女時代のベル・ヘレン - 吉沢梨絵（第39話）
- 地下鉄公団理事長 - 野口元夫（第41話）
- レイサ - 湖条千秋（第42話）
- 中原優子 - 若林味香（第43話）
- 中原房子 - 高橋みどり（第43話）
- 山崎佐世子 - 日高久美子（第44話）
- テニスコーチ - 阿川藤太（第44話）
- 城東大学女子寮の学生 - 内田ひとみ、徳永広美、国武美芳、田中澄子、下司美穂、田代ひろみ（第44話）
- 北川星夫 - 佐古雅誉（第46話）
- 北川星一 - 大磯学（第46話）
- 北川ハマコ - 和田恵利子（第46話）
- タカギ - 岡本美登（第46話）
- 西村隆一 - 篠田耕作（第47話）
- 西村英子 - 久保田理恵（第47話）
- ジャック - 上田大火（第51話）
- ヘンリー - 船引秀秋（第51話）
- カーク - 井上清和（第51話）
- マリヤ - 好井ひとみ（第51話）

### スーツアクター
シャリバンのアクションスーツを担当した村上潤は、翌年の『星雲仮面マシンマン』のスーツアクターも務めることになり、本作品終盤は両番組を掛け持ちしていた。終盤のシャリバンを担当した柴原孝典は、個性では村上には敵わないため、アクロバティックな要素でアピールしたと述べている。
魔怪獣のスーツアクターを務めた竹田道弘は、以前『メガロマン』で村上と共演していたことから、村上からの指名で起用された。村上は、レーザーブレードの立ち回りは息のあった者同士でないとうまくいかず、竹田とはうまくやれたことを証言している。一方、竹田は撮影時間が長く地獄であったと述べており、撮影を止めるために蛍光灯のレーザーブレードをわざと割ったこともあったと述べている。
- シャリバン（アクション）[出典 3] - 村上潤
- シャリバン[出典 4] - 柴原孝典（第40話 - ）[65]
- 宇宙刑事シャリバン（アップ）[66] - 清水朗
- 魔界獣[出典 5]、ファイトロー[66] - 竹田道弘
- ファイトロー[68] - 大藤直樹
- ファイトロー[69]、他[69] - ショッカーO野
- 宇宙刑事ギャバン（第51話）[70] - 伊藤久二康
- その他 - 的場耕二[71]

## スタッフ
- 原作 - 八手三郎
- 連載 - テレビマガジン、おともだち、たのしい幼稚園、てれびくん、小学館学習雑誌、テレビランド、冒険王[注釈 13]
- プロデューサー：碓氷夕焼（テレビ朝日）、吉川進、折田至（東映）
- 脚本 - 上原正三、高久進、久保田圭司、湯山晃行[注釈 14]
- アクション監督：金田治（ジャパン・アクション・クラブ）
- 監督 - 小林義明、田中秀夫、小笠原猛、辻理、小西通雄
- 音楽 - 渡辺宙明
- 撮影 - 瀬尾脩、松村文雄、西山誠
- 照明 - 吉岡伝吉、高橋弘
- 美術 - 井上明
- キャラクターデザイン - 野口竜、森野うさぎ（ノンクレジット）、渡部昌彦[73][54]
- イラスト - 赤坂徹朗
- 録音 - 太田克己
- 編集 - 伊吹勝雄、菅野順吉
- 選曲 - 村田好次
- 効果 - 大泉音映
- 制作担当 - 桐山勝
- 進行主任 - 奈良場稔、富田政男、小迫進
- 助監督 - 小笠原猛、是沢邦男、南晃行、小中肇、石田秀範
- 計測 - 小泉貴一
- 記録 - 内藤美子
- 制作デスク - 寺崎英世
- 装置 - 東映美術センター
- 操演 - 羽鳥博幸
- 美粧 - サン・メイク
- 衣裳 - 鷹志衣裳
- 装飾 - 大晃商会
- 企画協力 - 企画者104
- キャラクター制作 - レインボー造型企画
- 車輌制作 - 十和モーターズ
- スタントチーム - HAGIMAE
- 車輌協力 - 鈴木自動車
- 音楽制作 - 東映企画プロモーション
- 現像 - 東映化学
- 視覚効果 - デン・フィルム・エフェクト
- 合成 - チャンネル16
- ビデオ合成 - 東通ecgシステム（山本博司、宮本太一、近藤弘志、前岡良徹）
- 株式会社特撮研究所
  - 操演 - 鈴木昶
  - 美術 - 大澤哲三
  - 撮影 - 高橋政千
  - 照明 - 戸塚和夫
- 特撮監督 - 矢島信男
- 制作 - テレビ朝日、東映、旭通信社

## 音楽

### 主題歌
本作品より主題歌音源の録音がレコード用フルサイズのみとなり、テレビ用の音源はフルサイズ音源を再編集して作られるようになった。オープニングテーマ「宇宙刑事シャリバン」は、放送用モノラルMIXとなったイントロのギターの音色が芳しくなく、東映の要請で再ミックスが行われたが納得されず、再々ミックスで最終的にギターを無くすことで決着がついた。前者は第8話まで、後者のギター無しバージョンは第9話から最終話まで使用された他、ギターの音を含むバージョンは第9話以降も劇中で度々使用された。
エンディングテーマの「強さは愛だ」は、レコード用フルサイズではストリングスの駆け上がりが欠けていたため、オープニングテレビサイズの再トラックダウンの際同時に再作業が行われ、音楽集のLPレコード以降、レコード類には修正版が収録されるようになった。シングルバージョンは2006年発売のCD『宇宙刑事シャリバン オリジナルサウンドトラック』のボーナストラックに収録されている。なお、テレビでは選曲を担当した村田好次が「変化を付けようと思って」13話以降はエピソードによって2番の歌詞を使用している。
オープニングテーマ「宇宙刑事シャリバン」
作詞：山川啓介 / 作・編曲：渡辺宙明 / 歌：串田アキラ
エンディングテーマ「強さは愛だ」
作詞：山川啓介 / 作・編曲：渡辺宙明 / 歌：串田アキラ

### 挿入歌
「スパーク！シャリバン」（第9、11 - 17、19 - 21、24、26、28、29、31、34、36、38、39、42 - 44、46、49話）
共作詞：上原正三、さがらよしあき / 作曲：渡辺宙明 / 編曲：吉村浩二 / 歌：串田アキラ
「超次元戦闘母艦グランドバース」（第9、10、12 - 18、22 - 25、27、28、30、32、33、36 - 38、41、43、47、48話）
共作詞：上原正三、さがらよしあき / 作曲・編曲：渡辺宙明 / 歌：串田アキラ
「SON OF SUN-太陽の息子-」（第10話）
作詞：さがらよしあき / 作曲：渡辺宙明 / 編曲：吉村浩二 / 歌：串田アキラ
「Yeh! シャリバン」（第17 - 21、23、28、29、31、33、34、38、40、44 - 46、48、51話）
作詞：上原正三 / 作曲・編曲：渡辺宙明 / 歌：串田アキラ
「DANGER MELODY」（第17、22、23話）
作詞：冬杜花代子 / 作曲：渡辺宙明 / 編曲：高橋洋一 / 歌：ポプラ
「シャリバンVマーチ」（第17、18話）
作詞：冬杜花代子 / 作曲・編曲：渡辺宙明 / 歌：尾崎紀世彦、ジャパン・エコーシンガーズ
「星空の街を歩こう」（第23、27話）
共作詞：小林義明、冬杜花代子 / 作曲：渡辺宙明 / 編曲：高橋洋一 / 歌：尾崎紀世彦

上記以外の挿入歌として第19、20話で上條恒彦の「無題（子守唄）」が使用されている。

## 音楽について
本放送中に発売されたサウンドトラックLP『宇宙刑事シャリバン 音楽集』（コロムビアレコード）は、前作のサウンドトラックとは異なりステレオ音源で収録されており、以降の作品でもこれが踏襲された。また『音楽集』以外にも、当時コロムビアからリリースされていたアニメ・特撮作品の劇伴をシンセサイザーでアレンジしたアルバム「デジタルトリップ」シリーズに本作品もラインナップされており、越部信義や小久保隆の編曲・演奏によるこれらの楽曲は番組後半でも劇伴として使用された。その他、本作品と同様に村田好次が選曲を担当していた『百獣王ゴライオン』（音楽：武市昌久）のブリッジ音楽も、ショッキングな場面転換に流用されている。
その後2004年に「ANIMEX1200」シリーズで『音楽集』が再発売された他、2006年10月には『音楽集』では未収録となった楽曲や、前出の『デジタルトリップ 宇宙刑事シャリバン』の楽曲をほぼ網羅した『宇宙刑事シャリバン オリジナルサウンドトラック』が発売された。こちらはモノラル音源での収録となっているが、これは後に発見された劇伴の作業用のテープを収録したもので、いわばモノラル音源のロングヴァージョンでもある。

## 放送日程
ミミー役でゲスト出演する叶和貴子の名前を新聞のラテ欄に掲載する都合上、第48話以降のサブタイトルはそれまでと比べ短めのものとなっている。
| 放送日         | 放送回 | サブタイトル                                   | 登場魔怪獣、その他 | 脚本       | 監督     |
| -------------- | ------ | ---------------------------------------------- | --- | ---------- | -------- |
| 1983年03月04日 | 1      | 幻夢                                           | - ゴリビースト（声：大宮悌二）                                                                                            | 上原正三   | 小林義明 |
| 3月11日        | 2      | 魔界ニュータウン                               | - エイビースト（声：依田英助）                                                                                            | 上原正三   | 小林義明 |
| 3月18日        | 3      | 久美子との約束                                 | - キバビースト（声：大宮悌二）                                                                                            | 上原正三   | 田中秀夫 |
| 3月25日        | 4      | マイコン指名手配                               | - マイコンビースト（声：丸山詠二） - メイドロボット（声：太地琴恵）                                                       | 上原正三   | 田中秀夫 |
| 4月01日        | 5      | 港のヨーコは愛のメロディを忘れない             | - サウンドビースト（人間態（「サイ」の支配人）：潮健児、声：依田英助）                                                    | 上原正三   | 小笠原猛 |
| 4月08日        | 6      | 戦場の森をかける小さな命                       | - ヤマガミビースト（声：依田英助）                                                                                        | 上原正三   | 小笠原猛 |
| 4月15日        | 7      | 鏡の中に浮かぶ私は誰れ!?                       | - ダブルビースト（声：依田英助）                                                                                          | 上原正三   | 小林義明 |
| 4月22日        | 8      | 泥の河は甦える カムバック サーモン             | - ドクビースト（声：依田英助）                                                                                            | 高久進     | 小林義明 |
| 4月29日        | 9      | ビックリハウスは幻夢町0番地                    | - キャッシュビースト（人間態（怪老人）：関敬六、声：依田英助）                                                            | 上原正三   | 田中秀夫 |
| 5月06日        | 10     | 幻夢城―東京 エキスプレスの影を追え             | - ユーホービースト（声：依田英助）                                                                                        | 上原正三   | 田中秀夫 |
| 5月13日        | 11     | 暗黒星雲から来た最強の悪役ファイター           | - 宇宙海賊ベンガルタイガー（声：大宮悌二） - 宇宙海賊ベンガルコブラ（声：依田英助） - ショウリビースト（声：依田英助）    | 上原正三   | 小笠原猛 |
| 5月20日        | 12     | 異星人のほほえみ マイフレンド作戦              | - オカリナビースト（声：丸山詠二）                                                                                        | 上原正三   | 小笠原猛 |
| 5月27日        | 13     | 強さは愛だ 英雄たちの旅立ち                    | - ボクサービースト（人間態（トレーナー）：高橋利道、声：西尾徳）                                                          | 上原正三   | 田中秀夫 |
| 6月03日        | 14     | 連続夢魔におびえる億万長者                     | - キラービースト（人間態（ヒゲの不動産屋）：佐藤晟也、声：依田英助）                                                      | 高久進     | 田中秀夫 |
| 6月10日        | 15     | 海鳴りの仕掛島                                 | - シカケビースト（声：依田英助）                                                                                          | 上原正三   | 辻理     |
| 6月17日        | 16     | 美少女歌手が歌う危険なヒットソング             | - マボロシビースト（人間態（佐世子のマネージャー）：団巌、声：西尾徳）                                                    | 上原正三   | 辻理     |
| 6月24日        | 17     | 新型二階だてバスのふしぎな異次元旅行           | - マグマビースト（声：依田英助）                                                                                          | 上原正三   | 小笠原猛 |
| 7月01日        | 18     | 夏だ！海だ！伊豆半島を襲うメテオの群           | - サメビースト（声：依田英助）                                                                                            | 上原正三   | 小笠原猛 |
| 7月08日        | 19     | 魔境岬に一人立つ神秘の少女                     | - カタリベビースト（人間態：斉藤晴彦（神父）、うえだ峻（植物学者）、声：依田英助）                                        | 上原正三   | 小林義明 |
| 7月15日        | 20     | 荒波が呼ぶ七色水晶の孤島                       | - カタリベビースト（人間態：斉藤晴彦（神父）、うえだ峻（植物学者）、声：依田英助）                                        | 上原正三   | 小林義明 |
| 7月22日        | 21     | 密室の牙・リリィはミステリーがお好き           | - ウツボビースト（声：依田英助）                                                                                          | 上原正三   | 田中秀夫 |
| 7月29日        | 22     | テニスプレーヤーを襲う天国への誘惑             | - シニガミビースト（人間態（占い師）、声：曽我町子）                                                                      | 高久進     | 田中秀夫 |
| 8月05日        | 23     | コピー時代の恐怖 そっくり人間大集合            | - ニメンビースト（声：依田英助）                                                                                          | 高久進     | 小笠原猛 |
| 8月19日        | 24     | 昆虫ハリケーンが運んだ日本なまけ者病           | - ビルスビースト（人間態（怪老人）：岩城力也、声：西尾徳）                                                                | 上原正三   | 小笠原猛 |
| 8月26日        | 25     | 鬼の目に涙・天使の涙・パパ助けに来て           | - ハードビースト（人間態（金融会社の用心棒）：堀田真三、声：依田英助）                                                    | 上原正三   | 田中秀夫 |
| 9月02日        | 26     | 憎しみの罠 メイクアップ大戦争                  | - カイキビースト（声：丸山詠二）                                                                                          | 上原正三   | 田中秀夫 |
| 9月09日        | 27     | 裏切りの空 暗黒刑務所からの逃亡者              | - ウラギリビースト（声：依田英助）                                                                                        | 高久進     | 小笠原猛 |
| 9月16日        | 28     | キャンパスは風速80Mの猛烈ストーム              | - キャンパスビースト（人間態（大神豊教授）：池田鴻、声：西尾徳）                                                          | 上原正三   | 小笠原猛 |
| 9月23日        | 29     | 敵は誰だ？荒野をめざす熱血児                   | - ヘイキビースト（人間態（佐倉弁護士）：睦五朗、声：依田英助）                                                            | 上原正三   | 田中秀夫 |
| 9月30日        | 30     | 捨てられる子供たち 変身するママ                | - ヘンシンビースト（声：太地琴恵）                                                                                        | 上原正三   | 田中秀夫 |
| 10月07日       | 31     | みゆきは今？さまよえる幻のクリスタル           | - コダイビースト（声：西尾徳） - ガマゴン大王（声：西尾徳） - ガマゴン星の怪物（声：依田英助） - ガマゴン星の人々 - X星人 | 上原正三   | 小林義明 |
| 10月14日       | 32     | 幻夢じかけのオレンジと子守唄!                  | - ジキルハイドビースト（人間態（黒木校長）：汐路章、声：依田英助）                                                        | 上原正三   | 小林義明 |
| 10月21日       | 33     | 瞬間旅行！幻夢城内は怪奇の花ざかり             | - シュンカンビースト（声：依田英助）                                                                                      | 高久進     | 小笠原猛 |
| 10月28日       | 34     | 総毛立つ幽鬼は死霊界への案内人                 | - ヒャクメビースト（声：西尾徳）                                                                                          | 上原正三   | 小笠原猛 |
| 11月04日       | 35     | 倒れたら立ちあがれ電！愛は生命（いのち）の輝き | - ワシビースト（声：依田英助）                                                                                            | 上原正三   | 田中秀夫 |
| 11月11日       | 36     | 風雲の宇宙海にイガ戦士団のZ旗あがる            | - ブンリビースト動物体（声：西尾徳） - ブンリビースト植物体（声：依田英助） - 合体ブンリビースト（声：西尾徳）            | 上原正三   | 田中秀夫 |
| 11月18日       | 37     | 不思議な毒花を熊狩りじいさんは見た             | - クマビースト（人間態（ハンター風の男）、声：中屋敷鉄也）                                                                | 高久進     | 小笠原猛 |
| 11月25日       | 38     | 乱心ささやきクーデター 暗雲の幻夢城            | - アシュラビースト（人間態：丸尾りえ、声：西尾徳）                                                                        | 上原正三   | 小笠原猛 |
| 12月02日       | 39     | 人形は知っている イガ戦士の心の傷を            | - ドールビースト（声：太地琴恵）                                                                                          | 上原正三   | 田中秀夫 |
| 12月09日       | 40     | 炎のカーチェイス 愛の絆を裂く大予言            | - ヨゲンビースト（人間態（大予言八郎）：潮健児、声：依田英助）                                                            | 上原正三   | 田中秀夫 |
| 12月16日       | 41     | 不死鳥よ！逆噴射の幻夢界へ舞いもどれ           | - アナホリビースト（声：依田英助）                                                                                        | 上原正三   | 小西通雄 |
| 12月23日       | 42     | 戦場を駆けぬけた女戦士の真赤な青春             | - ムクロビースト（声：依田英助） - レイサ（演：湖条千秋）                                                                 | 上原正三   | 小西通雄 |
| 12月30日       | 43     | 母と子の愛の涙が天国への道に流れる             | - レイカイビースト（声：太地琴恵） - 亡霊魔怪獣軍団（声：依田英助） - 房子の亡霊（演：高橋みどり）                        | 高久進     | 田中秀夫 |
| 1984年01月06日 | 44     | バラの香りに満ちた真夜中のシンデレラ           | - アンコウビースト（声：依田英助）                                                                                        | 上原正三   | 田中秀夫 |
| 1月13日        | 45     | オーディションの罠 ちびっ子大スター            | - ユウカイビースト（人間態（喜劇役者）：関時男、声：丸山詠二）                                                            | 上原正三   | 田中秀夫 |
| 1月20日        | 46     | 誕生日の約束 大空に夢をえがく飛行雲            | - プレゼントビースト（声：依田英助）                                                                                      | 久保田圭司 | 小西通雄 |
| 1月27日        | 47     | 幸福をねがう兄と妹 火花散る正剣邪剣            | - ケンキャクビースト（人間態（金城利比古）：奥村公延、声：大山豊）                                                        | 湯山晃行   | 小西通雄 |
| 2月03日        | 48     | ミミー                                         | - 宇宙海賊ベムサソリ（声：依田英助） - 宇宙海賊たち                                                                       | 上原正三   | 田中秀夫 |
| 2月10日        | 49     | ガマゴン                                       | - 獣魔ガイラー将軍 - ガマゴン大王（声：西尾徳） - ガマゴン大王の従者 - X星人                                              | 上原正三   | 田中秀夫 |
| 2月17日        | 50     | 海坊主                                         | - 海坊主（戦士サイコラー） - ガマゴン大王 - ガマゴン大王の従者                                                            | 上原正三   | 田中秀夫 |
| 2月24日        | 51     | 赤射・蒸着                                     | - 魔王サイコ - 戦士サイコラー (声：丸山詠二) - ドクターポルター - ミスアクマ1                                             | 上原正三   | 田中秀夫 |

## 放映ネット局
| 放送対象地域  | 放送局             | 系列                                         | 備考                   |
| ------------- | ------------------ | -------------------------------------------- | ---------------------- |
| 関東広域圏    | テレビ朝日         | テレビ朝日系列                               | 制作局                 |
| 北海道        | 北海道テレビ       | テレビ朝日系列                               |                        |
| 岩手県        | 岩手放送           | TBS系列                                      |                        |
| 宮城県        | 東日本放送         | テレビ朝日系列                               |                        |
| 秋田県        | 秋田放送           | 日本テレビ系列                               |                        |
| 山形県        | 山形放送           | 日本テレビ系列 テレビ朝日系列                |                        |
| 福島県        | 福島放送           | テレビ朝日系列                               |                        |
| 新潟県        | 新潟総合テレビ     | フジテレビ系列 テレビ朝日系列                | 1983年9月まで          |
| 新潟県        | 新潟テレビ21       | テレビ朝日系列                               | 1983年10月開局から     |
| 長野県        | テレビ信州         | 日本テレビ系列 テレビ朝日系列                |                        |
| 山梨県        | テレビ山梨         | TBS系列                                      |                        |
| 静岡県        | 静岡けんみんテレビ | テレビ朝日系列                               |                        |
| 石川県        | 北陸放送           | TBS系列                                      |                        |
| 福井県        | 福井放送           | 日本テレビ系列 テレビ朝日系列                | 1983年4月7日から放送。 |
| 中京広域圏    | 名古屋テレビ       | テレビ朝日系列                               |                        |
| 近畿広域圏    | 朝日放送           | テレビ朝日系列                               |                        |
| 島根県 鳥取県 | 山陰放送           | TBS系列                                      |                        |
| 広島県        | 広島ホームテレビ   | テレビ朝日系列                               |                        |
| 山口県        | テレビ山口         | TBS系列 フジテレビ系列                       |                        |
| 香川県 岡山県 | 瀬戸内海放送       | テレビ朝日系列                               |                        |
| 愛媛県        | テレビ愛媛         | フジテレビ系列                               | 途中打ち切り           |
| 高知県        | 高知放送           | 日本テレビ系列                               | [ 注釈 18 ]            |
| 徳島県        | 四国放送           | 日本テレビ系列                               |                        |
| 福岡県        | 九州朝日放送       | テレビ朝日系列                               |                        |
| 熊本県        | テレビ熊本         | フジテレビ系列 テレビ朝日系列                |                        |
| 宮崎県        | テレビ宮崎         | フジテレビ系列 日本テレビ系列 テレビ朝日系列 |                        |
| 鹿児島県      | 鹿児島放送         | テレビ朝日系列                               |                        |
| 沖縄県        | 沖縄テレビ         | フジテレビ系列                               |                        |

## 他媒体展開

### 映像ソフト化
発売元はいずれも東映ビデオ。
- ビデオ (VHS、セル・レンタル共通) は1987年12月から1991年4月にかけて、全17巻（各巻3話収録）がリリースされた。全話収録だが、当初は傑作選の予定だったため収録順は放送順と一致していない。
- LDは1997年6月21日から1998年6月21日にかけて全7巻がリリースされた[78][79]。各巻2枚組・8話（Vol.7のみ 1枚・ 3話）収録。
- DVDは2002年12月6日から2003年2月21日にかけて全5巻がリリースされた。各巻2枚組・10話（Vol.5は11話）収録。Vol.1とVol.2、Vol.3とVol.4は同時リリースされた。
- Blu-rayは2017年11月8日から2018年3月7日にかけてBOX全3巻がリリースされた。

### 漫画作品
渡辺みちおが徳間書店の『テレビランド』誌上にて連載していた漫画版では、魔王サイコが敗れレイダーがシャリバンとの対決を決意して次号の最終エピソードに続くという、当初の構想に沿った展開が描かれていた。
『サイバーコミックス』において、麻宮騎亜による漫画版が掲載された。銀河連邦警察はマドーに敗北し、電はシャリバンであった記憶を喪失、対マドーのレジスタンス運動に参加しているという衝撃的な冒頭で始まる。
宇宙刑事ギャバン 黒き英雄
シャリバン/伊賀電が登場。

### 映画作品
宇宙刑事ギャバン THE MOVIE
本作品の設定を汲んだ新世代のシャリバンが登場。
仮面ライダー×スーパー戦隊×宇宙刑事 スーパーヒーロー大戦Z
新世代のシャリバンのほか、魔王サイコとレイダーが登場。

### Vシネマ作品
宇宙刑事シャリバン NEXT GENERATION
『ギャバン THE MOVIE』に登場した新世代のシャリバンを主人公にしたVシネマ作品。

### ゲーム作品
宇宙刑事シャリバン クイックショット
本放送時にポピーからリリースされたLSIゲームシリーズ「アニメスト」の1本。
スーパーヒーロー作戦（1999年）
宇宙刑事がウルトラマンやガンダムと共演するプレイステーション用ゲーム。
スーパー特撮大戦2001（2001年）
宇宙刑事がウルトラマンや仮面ライダーなどの特撮ヒーローと共演するプレイステーション用ゲーム。
宇宙刑事魂
宇宙刑事シリーズを題材とするPlayStation 2用ゲーム。
宇宙刑事リターンズ
宇宙刑事シリーズを題材とするソーシャルゲーム。GREE・Mobage・SP版mixiゲームに対応している。